# Empoasca crocostigmata
Empoasca crocostigmata är en insektsart som beskrevs av Davidson och Delong 1942. Empoasca crocostigmata ingår i släktet Empoasca och familjen dvärgstritar. Inga underarter finns listade i Catalogue of Life.